# Pissebedden (familie)
Pissebedden (Oniscidae) vormen een familie binnen de orde Isopoda.

## Kenmerken
Het afgeplatte lichaam van deze dieren is bruingrijs met duidelijke segmenten. Ze hebben geen schaal of carapax. Vrouwtjes hebben broedzakjes aan de basis van de voorste vijf paar looppoten.

## Verspreiding en leefgebied
Vele soorten komen voor op het land in vochtige microhabitats, zoals rottend hout, onder stenen en in grotten, maar de meeste soorten leven in zee.

## Geslachten
- Cerberoides
- Diacara
- Exalloniscus
- Hanoniscus
- Hiatoniscus
- Hora
- Krantzia
- Oniscus
- Oroniscus
- Sardoniscus
- Tasmanoniscus